# John Franklin
Sir John Franklin (Spilsby, Lincolnshire, 15 de abril de 1786 - cerca de isla del Rey Guillermo, 11 de junio de 1847) fue un capitán de la Royal Navy y explorador del ártico británico. Él y todos los miembros de su expedición murieron en el ártico canadiense mientras pretendían encontrar el Paso del Noroeste. El destino corrido por esa expedición fue un misterio sin resolver hasta doce años después de su desaparición.

## Biografía

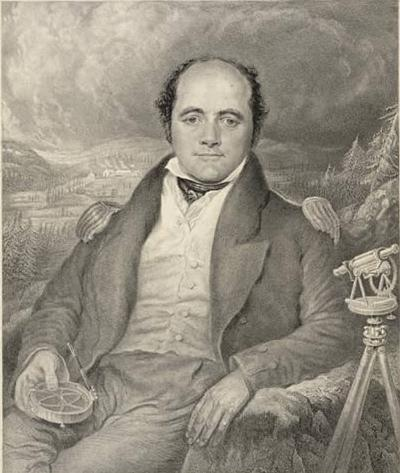
Retrato de John Franklin.
Grabado incluido en Narrative of a journey to the shores of the Polar Sea (1823).

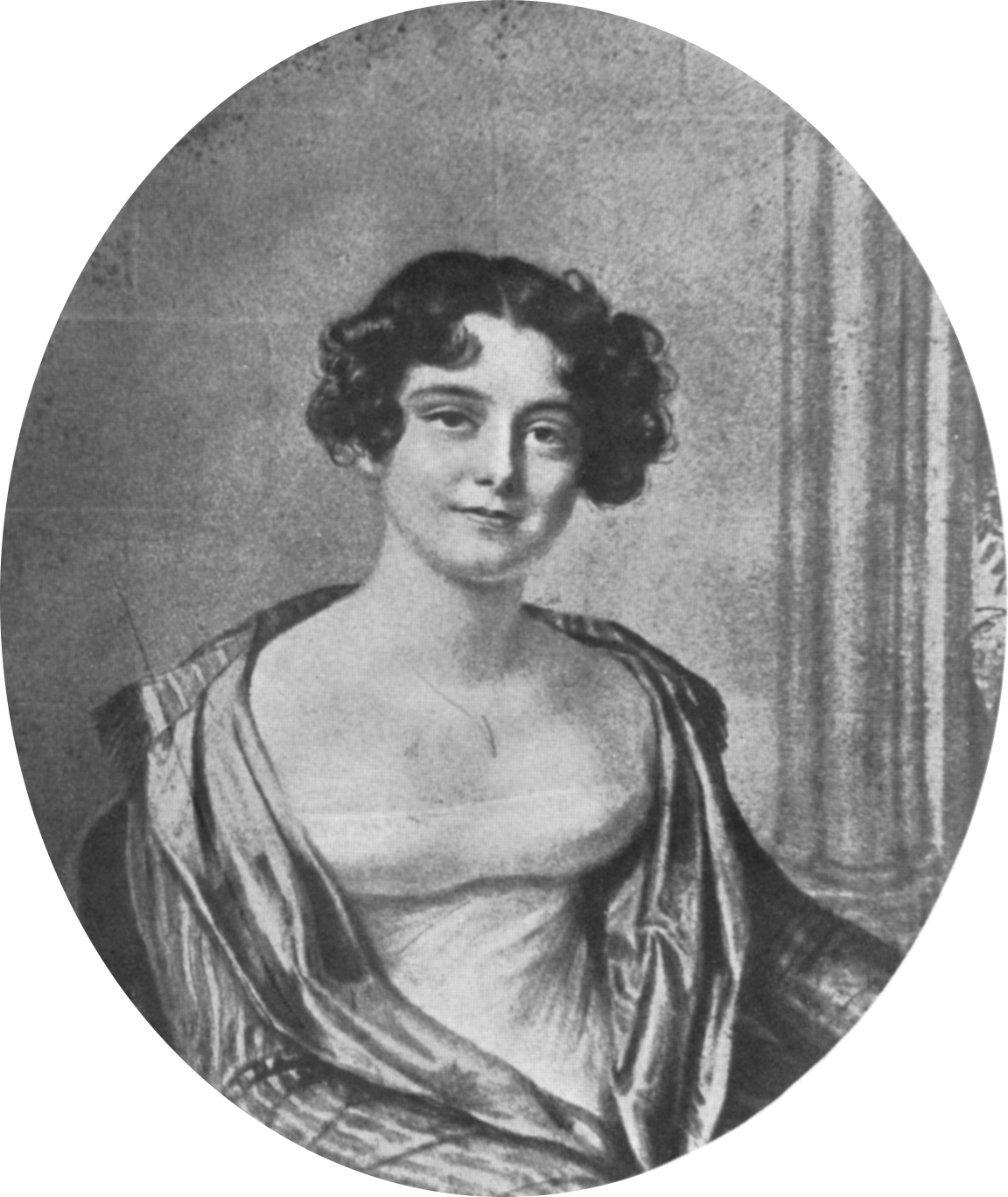
Lady Jane Franklin, la gran impulsora de la búsqueda de Franklin.

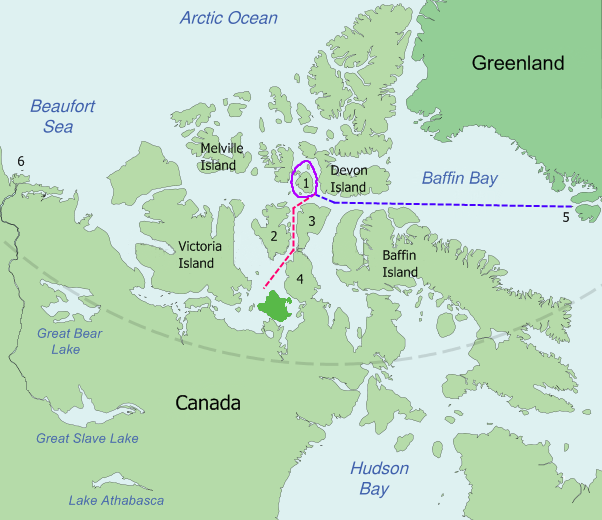
Mapa de las probables rutas seguidas por los barcos HMS Erebus y HMS Terror en la expedición de Franklin.
La Bahía de Disko (5) a isla Beechey, en 1845.
Alrededor de la Isla Cornwallis (1), en 1845.
Desde isla Beechey descienden por el estrecho de Peel, entre la isla del Príncipe de Gales (2) y la isla Somerset (3) y la península de Boothia (4), hasta aproximarse a la isla del Rey Guillermo en 1846.La bahía de Disko (5) se encuentra a 3.200 kilómetros de la desembocadura del río Mackenzie (6).

John Franklin nació en 1786 en Spilsby, Lincolnshire. Era uno de los doce hijos de una familia que había prosperado gracias al comercio. Una de sus hermanas fue la madre de Emily Tennyson, esposa del poeta Alfred Tennyson.
A pesar de la oposición inicial de su padre, Franklin estaba decidido a hacer carrera en el mar. Finalmente, su padre cedió y le permitió que realizara un viaje de prueba en un barco mercante. Ese viaje fortalecería la intención inicial del joven Franklin quien, con 14 años, consiguió el consentimiento de su padre para alistarse en la Royal Navy, formando parte de la tripulación del HMS Polyphemus. Franklin participó en 1801 en la Primera Batalla de Copenhague. A continuación participó junto a su tío, el capitán Matthew Flinders, en una expedición que exploró la costa de Australia a bordo del barco HMS Investigator. Al regresar de esa expedición volvió a las Guerras Napoleónicas, sirviendo en 1805 en la batalla de Trafalgar a bordo del HMS Bellerophon. En 1815 participó en la batalla de Nueva Orleans. 

### Exploración del Ártico
El primer viaje de Franklin al Ártico fue en 1818, como teniente bajo las órdenes de John Ross, y estos territorios le fascinaron. 
Entre 1819-1822, durante una desastrosa expedición a pie por los territorios del noroeste de Canadá a lo largo del río Coppermine, Franklin perdió a once de los veinte miembros de la partida. La mayoría murió de hambre, pero hubo al menos un asesinato y se sospechó de algún caso de canibalismo. Los supervivientes tuvieron que comer trozos de grasa quemada con líquenes e incluso llegaron a comerse sus propias botas de cuero. Esto hizo que Franklin se ganara el apodo de «el hombre que se comió sus botas».
A su regreso a Inglaterra, en 1823, Franklin se casó con la poetisa Eleanor Porden (1795-1825). Ella murió de tuberculosis en 1825. Poco tiempo antes, su insistencia y su mal estado de salud habían logrado convencer a su marido de que no se embarcara en una nueva expedición ártica. Finalmente se realizó la expedición, esta vez mejor preparada y con más suministros, recorriendo aguas abajo el río Mackenzie para explorar el mar de Beaufort.
En 1828 el rey Jorge IV lo nombró caballero y ese mismo año se casó con Jane Griffin (1791-1875), una avezada viajera que se mostró indomable durante su vida en común. Franklin fue nombrado gobernador de Tasmania en 1836 pero fue retirado del cargo en 1843, en parte por sus intentos por reformar la colonia penal allí emplazada.
Franklin seguía obsesionado por encontrar el Paso del Noroeste. Consiguió del almirantazgo británico la financiación necesaria para la expedición, partiendo en mayo de 1845 con 128 hombres y dos barcos, el HMS Erebus y el HMS Terror. Nunca regresarían.

### Las expediciones de rescate
La desaparición de la expedición de Franklin motivó una actividad frenética en el ártico. Lady Franklin costeó varias partidas de búsqueda, mientras que otras se desplazaron al ártico simplemente porque la búsqueda de Franklin había cautivado la imaginación popular. La situación llegó al punto de que había diez barcos británicos y dos estadounidenses dirigiéndose al ártico. Sin embargo, el resultado no fue muy positivo; se perdieron muchas más vidas en la búsqueda de Franklin que las que supuestamente se iban a salvar, ya que, aunque su objetivo público era encontrar a Franklin, muchas de estas expediciones buscaban en realidad el Polo Norte.
Las baladas que contaban el destino de Franklin se volvieron bastante populares. Lady Franklin compuso la elegía Lord Franklin en recuerdo de su marido.
En el verano de 1850, varios de los navíos que buscaban la expedición de Franklin convergieron en la isla Beechey, en el canal de Wellington, lugar donde se encontraron los primeros rastros de la expedición desaparecida: las tumbas de tres hombres que habían muerto por causas naturales en 1846. Pero ni Franklin ni sus hombres habían dejado ningún mensaje que pudiera orientarlos en su búsqueda.
En 1854 el explorador John Rae descubrió más evidencias del destino corrido por la expedición de Franklin. En realidad Rae no estaba buscando a Franklin, sino que estaba explorando la península de Boothia para la Hudson Bay Company. Durante su viaje, Rae encontró un inuit que le habló de un grupo de 35 o 40 hombres blancos que habían muerto de hambre cerca de la desembocadura del río Back. El inuit le mostró varios objetos que fueron identificados como pertenencias de Franklin y sus hombres, así como cuchillos hechos con trozos de acero de los barcos abandonados por Franklin.
Lady Franklin encargó una última expedición bajo el mando de Francis Leopold McClintock con el objetivo de investigar los informes de Rae. En el verano de 1859, la partida de McClintock encontró un documento en un montón de piedras levantado en la primera expedición de James Clark Ross unos años antes en la isla del Rey Guillermo. Dicho documento había sido escrito en dos fechas diferentes. En la primera en mayo de 1847, redactada por el teniente Gore, un oficial de la expedición, se describía de forma sucinta la ruta de la expedición hasta ese momento. La segunda y posterior, de 25 de abril de 1848, firmada James Fitzjames y Francis Crozier, capitanes del HMS Erebus y el HMS Terror respectivamente, daba noticia de la tragedia que estaba aconteciendo a la expedición, fechando la muerte de Franklin el 11 de junio de 1847 y proporcionando además otros detalles, como que los barcos habían quedado atrapados en el hielo desde el 12 de septiembre de 1846, y que hasta esa fecha 9 oficiales y quince hombres habían muerto y los supervivientes habían abandonado los barcos el 22 de abril de 1848, para dirigirse al sur e intentar alcanzar el río Back. McClintock también encontró varios cuerpos y una increíble cantidad de equipo abandonado, recabando de los inuit más detalles del desastroso final de la expedición.

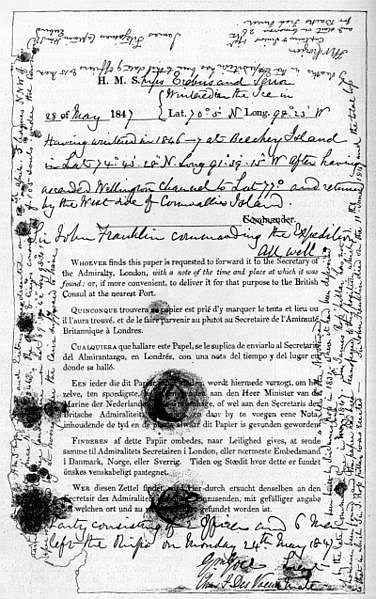
2 Nota de auxilio encontrada en el Ártico. En ella se detalla la posición e intenciones de los supervivientes de la expedición de Franklin.
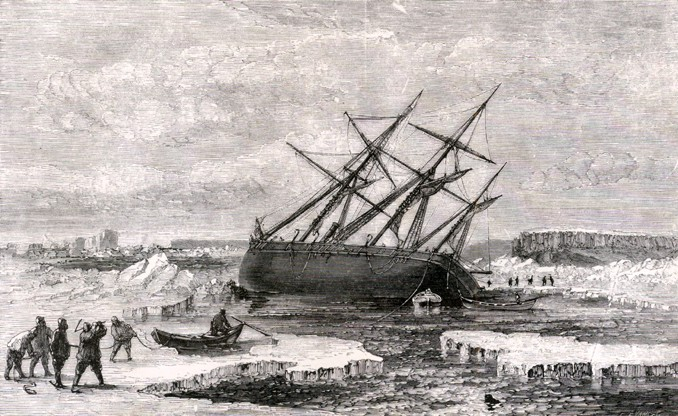
El Fox de la expedición de McClintock en aguas árticas.
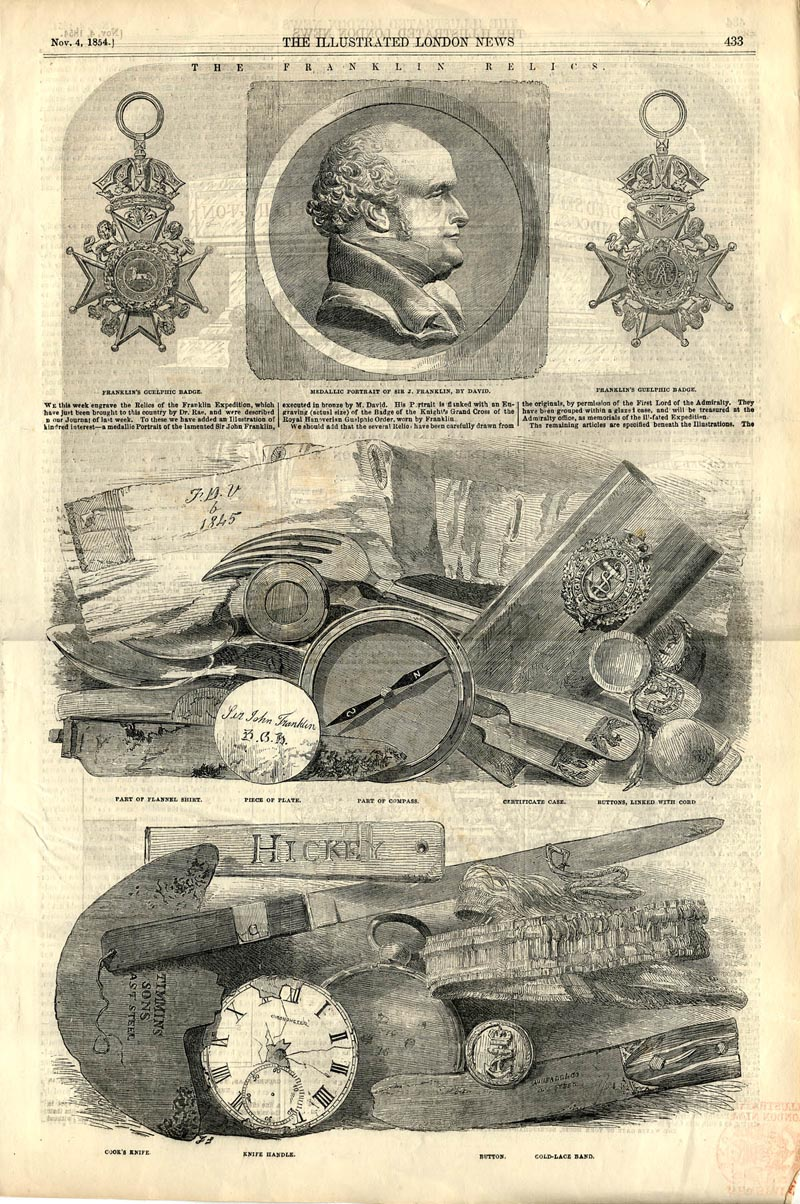
Reliquias de la expedición de Franklin, según el Illustrated London News, octubre de 1854.
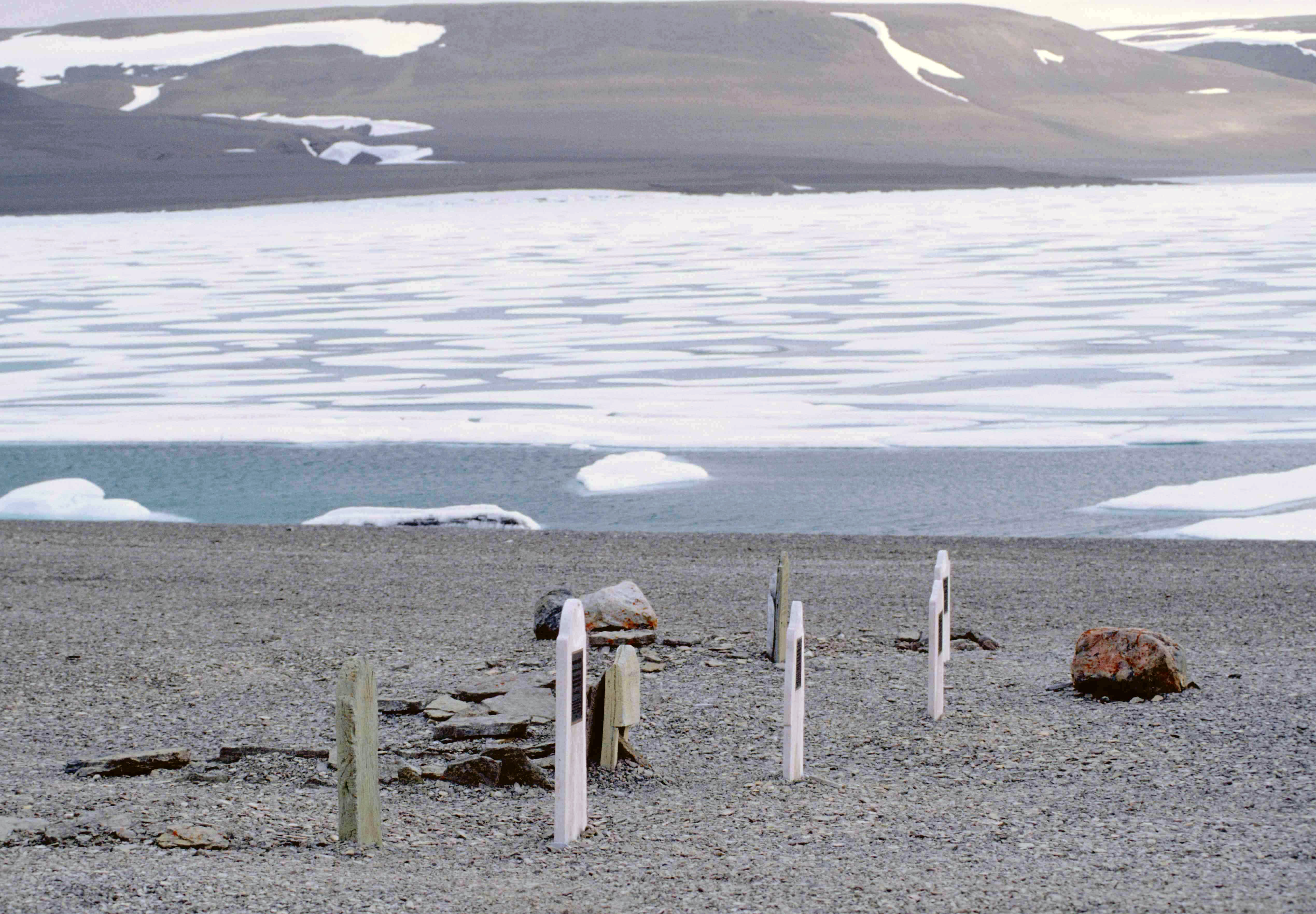
Tumbas de tres de miembros de la expedición de John Franklin en la isla Beechey

## Teorías sobre su desaparición
Existen varias teorías acerca de lo que les sucedió a Franklin y sus hombres. Franklin era del tipo de oficiales imperiales que creían que la naturaleza podía ser sometida por la civilización, por lo que entre el equipo de la expedición llevaba una vajilla de plata y jarras de cristal. Es posible que las limitaciones impuestas por este equipaje supusieran una cantidad insuficiente de material verdaderamente imprescindible. Esto, unido a la falta de interés o a la incapacidad para aprender las técnicas de supervivencia de los nativos inuit, podría haber desencadenado el desastre.
Por otra parte, sus barcos se quedaron atrapados en el hielo durante dos inviernos, mucho más tiempo del que ellos habían previsto. También se ha sugerido la posibilidad de que la expedición falleciera por un envenenamiento por el plomo que podrían haber ingerido con la comida enlatada. En aquella época este tipo de latas iban selladas con dicho metal. En los esqueletos y muestras de tejidos blandos de los exploradores se encontraron evidencias a favor de esta hipótesis. 
También se encontraron pruebas de que recurrieron al canibalismo. Sin embargo, según las descripciones aportadas por los inuit la causa más probable de la muerte de los expedicionarios fue el escorbuto. Finalmente, puede que todo se debiera a una combinación de mal clima, intoxicación con la comida enlatada, una pobre planificación y una mala salud.

## Expediciones de búsqueda de Franklin
| Años      | Patrocinador                                  | Nacionalidad   | Mando                                                                      | Barcos | Área de búsqueda                                                 |
| --------- | --------------------------------------------- | -------------- | -------------------------------------------------------------------------- | --- | ---------------------------------------------------------------- |
| 1848-1849 | Almirantazgo británico                        | Reino Unido    | James Clark Ross (con él iban Robert McClure y Francis Leopold McClintock) | HMS Investigator y HMS Enterprise | Lancaster Sound, en el canal de Wellington y el estrecho de Peel |
| 1848-1851 | Compañía de la Bahía de Hudson                | Reino Unido    | John Richardson y John Rae                                                 | --- | Reconocimiento a pie de la costa ártica canadiense               |
| 1848-1851 |                                               |                |                                                                            | Plover y Herald | Estrecho de Bering                                               |
| 1850-1854 | Almirantazgo                                  | Reino Unido    | Robert McClure                                                             | HMS Investigator | Estrecho de Bering                                               |
| 1850-1855 | Almirantazgo                                  | Reino Unido    | Richard Collinson                                                          | HMS Enterprise | Estrecho de Bering                                               |
| 1850-1851 | Almirantazgo                                  | Reino Unido    | William Penny                                                              | Lady Franklin y HMS Sophia | Lancaster Sound, en el canal de Wellington                       |
| 1850-1851 | Almirantazgo                                  | Reino Unido    | Horatio Thomas Austin                                                      | HMS Resolute y HMS Asistance y dos vapores (HMS Pioneer y HMS Intrepid)                                                                                   | Lancaster Sound, en el canal de Wellington                       |
| 1850-1851 | Privada                                       | Reino Unido    | John Ross                                                                  | |                                                                  |
| 1850      | Lady Franklin                                 | Reino Unido    | Charles Codrington Forsyth                                                 | Prince Albert |                                                                  |
| 1850-1851 | Henry Walton Grinnell                         | Estados Unidos | Edwin J. De Haven                                                          | |                                                                  |
| 1851-1852 | Lady Franklin                                 | Reino Unido    | William Kennedy y Joseph René Bellot                                       | Prince Albert |                                                                  |
| 1852-1854 | Almirantazgo                                  | Reino Unido    | Sir Edward Belcher                                                         | HMS Assistance (Belcher) y HMS Resolute (Henry Kellett), y de apoyo los HMS Pioneer (Sherard Osborn) y HMS Intrepid (McClintock) y el carguero North Star | Canal de Wellington y estrecho de Barrow                         |
| 1852      | Lady Franklin                                 | Reino Unido    | Edward Augustus Inglefield                                                 | Isabel | Jones Sound y Lancaster Sound (isla Beechey)                     |
| 1853-1855 | Henry Walton Grinnell y George Peabody        | Estados Unidos | Elisha Kent Kane                                                           | Advance | Smith Sound y Cuenca Kane                                        |
| 1853-1854 | Compañía de la Bahía de Hudson                |                | John Rae                                                                   | — | Reconocimiento a pie de la costa ártica canadiense               |
| 1857-1859 | Lady Franklin                                 | Reino Unido    | Francis Leopold McClintock                                                 | Fox |                                                                  |
| 1864-1869 | American Geographical and Statistical Society | Estados Unidos | Charles Francis Hall                                                       | Monticello | Roes Welcome Sound e isla del Rey Guillermo                      |
| 1878-1880 | American Geographical and Statistical Society | Estados Unidos | Frederick Schwatka                                                         | |                                                                  |